# ناثان إف. ديكسون الثالث
ناثان إف. ديكسون الثالث هو محامي وسياسي أمريكي، ولد في 28 أغسطس 1847 في ويسترلي في الولايات المتحدة، وتوفي بنفس المكان في 8 نوفمبر 1897. نشط حزبياً في الحزب الجمهوري.

## مناصب
- انتخب عضو مجلس الشيوخ الأمريكي [الإنجليزية]‏ عن دائرة Rhode Island Class 2 senate seat ‏ وقد انضم خلال فترته النيابية [الإنجليزية]‏ (4 مارس 1893 – 4 مارس 1895) للكتلة البرلمانية الحزب الجمهوري.
- انتخب عضو مجلس الشيوخ الأمريكي [الإنجليزية]‏ عن دائرة Rhode Island Class 2 senate seat ‏ وقد انضم خلال فترته النيابية [الإنجليزية]‏ (4 مارس 1891 – 4 مارس 1893) للكتلة البرلمانية الحزب الجمهوري.
- انتخب عضو مجلس الشيوخ الأمريكي [الإنجليزية]‏ عن دائرة Rhode Island Class 2 senate seat ‏ وقد انضم خلال فترته النيابية [الإنجليزية]‏ (10 أبريل 1889 – 3 مارس 1895) للكتلة البرلمانية الحزب الجمهوري.
- انتخب عضو مجلس ولاية رود آيلاند ‏.
- انتخب عضو مجلس النواب الأمريكي.